# Epitaffio di Pericle
L'Epitafio (Ἐπιτάφιος, Epitaphios), conosciuto anche come Epitafio o Orazione funebre, è un'orazione funebre di Pericle pronunciata ad Atene alla fine del primo anno della guerra del Peloponneso (431-404 a.C.) come parte del funerale pubblico annuale per i caduti in guerra 

## Fonte
Il discorso è riportato da Tucidide nel secondo libro della sua Storia della guerra del Peloponneso. Possiamo essere ragionevolmente sicuri che Pericle abbia pronunciato il discorso nel mese di pianepsione (ottobre/novembre) del 430 a.C. Pericle ha lasciato un altro epitaffio nel 440 a.C. durante la Guerra di Samo. Tucidide era estremamente meticoloso nella sua documentazione, tuttavia è possibile che elementi di entrambi i discorsi siano stati riportati nella sua versione.

## Contenuto del discorso
L'Epitaffio si differenzia dalla forma consueta dei discorsi funebri ateniesi. David Cartwright lo descrive come "un elogio della stessa Atene ...". Il discorso glorifica i risultati di Atene, progettati per risvegliare gli spiriti di uno Stato ancora in guerra.

### Proemium
Il discorso incomincia elogiando l'usanza dei funerali pubblici per i morti. Pericle sostiene che chi parla dell'orazione ha l'impossibile compito di soddisfare, da un lato, i soci del defunto, che vorrebbero che le sue azioni fossero ingigantite, dall'altro tutti gli altri potrebbero provare un'esagerata gelosia e invidia.

### Lode dei morti in guerra
Pericle incomincia lodando gli antenati degli ateniesi attuali, ricordando brevemente i domini da loro acquisiti. Parte, poi, dall'esempio di altre orazioni e saluti funebri ateniesi sulle grandi conquiste militari del passato: 
Invece, Pericle propone di concentrarsi su: 

### Elogio della democrazia
Pericle decide così di lodare la guerra, glorificando la città per la quale sono morti i suoi concittadini ma, soprattutto, elogiando la sua forma di governo: 
Queste linee formano le radici del concetto di "giustizia uguale sotto la legge": 
Il liberalismo di cui parla Pericle si estende anche alla politica estera ateniese: 
Al culmine della sua lode ad Atene, Pericle dichiara: 
Infine, Pericle collega la sua lode della città ai morti ateniesi che sta celebrando: 
La conclusione sembra inevitabile: 

### Esortazione ai viventi
Pericle quindi si rivolge al pubblico e li esorta a vivere secondo gli standard stabiliti dai defunti: 

### Epilogo
Pericle termina con un breve epilogo, ricordando al pubblico la difficoltà del compito di parlare di più dei defunti. Il pubblico viene quindi congedato.

## Giudizio critico ed eredità culturale
"Tommaso Moro, Thomas Hobbes, G.W.F. Hegel, Lord Macaulay, David Hume, Immanuel Kant, Friedrich Nietzsche e Max Weber, tra gli altri, considerarono l'epitaffio la massima espressione degli ideali della democrazia greca nel periodo del suo splendore".
L'attore Paolo Rossi ha più volte recitato parti dell'Epitaffio di Pericle o presunte tali. Secondo Umberto Eco "il [...] discorso agli ateniesi è un classico esempio di malafede. All'inizio della prima guerra del Peloponneso, Pericle fa il discorso in lode dei primi caduti. Usare i caduti a fini di propaganda politica è sempre cosa sospetta, e infatti sembra evidente che a Pericle i caduti importavano solo come pretesto: quello che egli voleva elogiare era la sua forma di democrazia, che altro non era che populismo [...]. Oggi diremmo che si trattava di un populismo Mediaset".
Gli studiosi della guerra civile americana Louis Warren e Garry Wills hanno paragonato l'Epitaffio di Pericle al discorso di Gettysburg di Abramo Lincoln. Infatti, anche il discorso di Lincoln, come Pericle, incomincia con un riconoscimento ai predecessori ed esorta i sopravvissuti ad emulare le azioni dei defunti; focalizza, inoltre, tale emulazione al sistema democratico dell'Unione ("governo del popolo, dal popolo, per il popolo").